# Hongrie au Concours Eurovision de la chanson 2013
 (mars 2024).
 (mars 2024).
 (mars 2024).
La mise en forme du texte ne suit pas les recommandations de Wikipédia : il faut le « wikifier ».
Les points d'amélioration suivants sont les cas les plus fréquents. Le détail des points à revoir est peut-être précisé sur la page de discussion.
- Les titres sont pré-formatés par le logiciel. Ils ne sont ni en capitales, ni en gras.
- Le texte ne doit pas être écrit en capitales (les noms de famille non plus), ni en gras, ni en italique, ni en « petit »…
- Le gras n'est utilisé que pour surligner le titre de l'article dans l'introduction, une seule fois.
- L'italique est rarement utilisé : mots en langue étrangère, titres d'œuvres, noms de bateaux, etc.
- Les citations ne sont pas en italique mais en corps de texte normal. Elles sont entourées par des guillemets français : « et ».
- Les listes à puces sont à éviter, des paragraphes rédigés étant largement préférés. Les tableaux sont à réserver à la présentation de données structurées (résultats, etc.).
- Les appels de note de bas de page (petits chiffres en exposant, introduits par l'outil «  Source ») sont à placer entre la fin de phrase et le point final[comme ça].
- Les liens internes (vers d'autres articles de Wikipédia) sont à choisir avec parcimonie. Créez des liens vers des articles approfondissant le sujet. Les termes génériques sans rapport avec le sujet sont à éviter, ainsi que les répétitions de liens vers un même terme.
- Les liens externes sont à placer uniquement dans une section « Liens externes », à la fin de l'article. Ces liens sont à choisir avec parcimonie suivant les règles définies. Si un lien sert de source à l'article, son insertion dans le texte est à faire par les notes de bas de page.
- La présentation des références doit suivre les conventions bibliographiques. Il est recommandé d'utiliser les modèles {{Ouvrage}}, {{Chapitre}}, {{Article}}, {{Lien web}} et/ou {{Bibliographie}}. Le mode d'édition visuel peut mettre en forme automatiquement les références.
- Insérer une infobox (cadre d'informations à droite) n'est pas obligatoire pour parachever la mise en page.

Pour une aide détaillée, merci de consulter Aide:Wikification.
Si vous pensez que ces points ont été résolus, vous pouvez retirer ce bandeau et améliorer la mise en forme d'un autre article.
La Hongrie est l'un des trente-neuf pays participants du Concours Eurovision de la chanson 2013, qui se déroule à Malmö en Suède. Le pays représenté par le chanteur ByeAlex et sa chanson Kedvesem, est annoncée le 2 mars 2013, à la suite de sa victoire lors de la finale nationale A Dal 2013.

## Sélection

### Format
Le format du concours consistait en six émissions : trois séries, deux demi-finales et une finale. Les six émissions se sont déroulées dans les studios MTVA à Budapest et ont été animées par Gábor Gundel-Takács et Éva Novodomszky, Márton Buda réalisant les interviews en coulisses[1]. Les trois éliminatoires, qui ont eu lieu le 2 février 2013, le 9 février 2013 et le 16 février 2013, comprenaient chacune dix candidats, six d'entre eux accédant aux demi-finales dans chaque émission. Les demi-finales, qui se sont déroulées les 23 et 24 février 2013 dans le cadre de A Dal-hétvége (A Dal-weekend), ont compté chacune neuf participants, dont quatre ont accédé à la finale à partir de chaque émission. La finale, qui s'est tenue le 2 mars 2013, a sélectionné la candidature hongroise pour Malmö parmi les huit candidatures restantes.    

### Chansons sélectionnées
Les artistes et les compositeurs ont pu soumettre leur candidature et leur contribution au concours entre le 24 octobre 2012 et le 31 décembre 2012[3]. Les artistes en lice devaient être de nationalité hongroise ou parler couramment le hongrois. Les artistes étaient autorisés à collaborer avec des compositeurs internationaux et à soumettre des chansons en anglais, mais dans ce cas, une traduction des paroles en hongrois était exigée[4]. 244 candidatures ont été reçues par le radiodiffuseur à l'issue du délai de soumission. Un jury de présélection composé de cinq membres a sélectionné trente chansons pour le concours. Les œuvres en compétition ont été annoncées lors d'une conférence de presse le 10 janvier 2013[5][6][7] Parmi les artistes en compétition figurait l'ancien participant au Concours Eurovision de la chanson Gergő Rácz, qui avait représenté la Hongrie au Concours de 1997 en tant que membre du groupe V.I.P..  
Les chansons "Ha virág lennék" et "Anyáddal", écrites respectivement par Edina Mókus Szirtes et Balázs Horváth, et qui devaient être interprétées respectivement par Edina Mókus Szirtes et The Hated Tomorrow, ont été disqualifiées le 11 janvier 2013 car elles ont été présentées avant le 1er septembre 2012, ce qui constitue une violation des règles du concours. "Hullócsillag" de Mónika Hoffman et "Ne engedj el" d'Odett ont été annoncées comme remplaçantes[8][9][10] La chanson "Katatón dal", écrite par Jenő Bartalos et qui devait être interprétée par Egy Másik Zenekar, a été disqualifiée le 14 janvier 2013 car la chanson a également été présentée avant le 1er septembre 2012. " Élj pont úgy " de Laura Cserpes a été annoncée comme remplaçante[11].  
| Ordre | Artiste                       | Chanson                     |                                                                                     |                              |                  |                        |
| ----- | ----------------------------- | --------------------------- | ----------------------------------------------------------------------------------- | ---------------------------- | ---------------- | ---------------------- |
| Ordre | Artiste                       | Chanson                     | 1                                                                                   | Szilvia Agárdi and Dénes Pál | "Szíveddel láss" | Zé Szabó, Tamás Molnár |
| 2     | Background                    | "Neonzöld"                  | Gábor Berkó                                                                         |                              |                  |                        |
| 3     | Gergő Baricz                  | "Húz"                       | Gergő Baricz                                                                        |                              |                  |                        |
| 4     | Bogi                          | "Tükörkép"                  | Ádám Kovacsics, Adrienn Bata "Barbee"                                               |                              |                  |                        |
| 5     | Bence Brasch                  | "Túl egyszerű"              | Krisztián Szakos, Krisztián Éder                                                    |                              |                  |                        |
| 6     | Krisztián Burai               | "Született szívtörő"        | Krisztián Burai, Balázs Megyeri, András Kállay-Saunders                             |                              |                  |                        |
| 7     | ByeAlex                       | "Kedvesem"                  | Alex Márta, Zoltán Palásti Kovács "Zoohacker"                                       |                              |                  |                        |
| 8     | Laura Cserpes                 | "Élj pont úgy"              | Tamás Kolozsvári, Péter Krajczár, István Tabár                                      |                              |                  |                        |
| 9     | Egy Másik Zenekar             | "Katatón dal"               | Jenő Bartalos                                                                       |                              |                  |                        |
| 10    | Gyula Éliás                   | "Mindhalálig várni rád"     | Gyula Éliás, Norbert Kardos, Péter Geszti                                           |                              |                  |                        |
| 11    | Zoltán Fehér                  | "Nincs baj"                 | Zoltán Fehér, Krisztián Burai, Péter Geszti                                         |                              |                  |                        |
| 12    | Flash Travel                  | "Soha ne add fel"           | András Szabó, Péter Újvári, Viktor László, Elemér Szabó, Tamás Simó                 |                              |                  |                        |
| 13    | Tibor Gyurcsík                | "Örök harc"                 | Márton Vödrös, Tamás Molnár, Péter Geszti                                           |                              |                  |                        |
| 14    | The Hated Tomorrow            | "Anyáddal"                  | Balázs Horváth                                                                      |                              |                  |                        |
| 15    | Mónika Hoffman                | "Hullócsillag"              | Mónika Hoffman, Jonas Gladnikoff, Primož Poglajen, Michael James Down, Péter Puskás |                              |                  |                        |
| 16    | Veca Janicsák                 | "Új generáció"              | Veronika Janicsák                                                                   |                              |                  |                        |
| 17    | András Kállay-Saunders        | "My Baby"                   | András Kállay-Saunders, Krisztián Burai, Ernő Bodóczki, Leslie Tay, John Alexis     |                              |                  |                        |
| 18    | Ildikó Keresztes              | "Nem akarok többé játszani" | Leander Köteles                                                                     |                              |                  |                        |
| 19    | Fatima Mohamed                | "Nem baj"                   | Tibor Fehér, Laci Nagy                                                              |                              |                  |                        |
| 20    | Mrs. Columbo                  | "Játszd újra!"              | Dorina Galambos, Zsófi Hudák, Fanni Sárközy, Norbert Kovács, András István Fecske   |                              |                  |                        |
| 21    | Odett                         | "Ne engedj el"              | Gergő Kovács, Zoltán Takács, Kamilla Fátyol, Odett Polgár                           |                              |                  |                        |
| 22    | Tamás Palcsó                  | "Ezt látnod kell"           | István Tabár, Tamás Palcsó, István Tabár                                            |                              |                  |                        |
| 23    | Plastikhead feat. Laci Gáspár | "A szeretet él"             | László Gáspár, Zoltán Tóth, Tamás Orbán                                             |                              |                  |                        |
| 24    | Lilla Polyák                  | "Valami más"                | Máté Bella, Vajk Szente, Attila Galambos                                            |                              |                  |                        |
| 25    | Péter Puskás                  | "Amíg a tűz ég"             | László Diaz Csöndör, Düki, Péter Puskás                                             |                              |                  |                        |
| 26    | Gergő Rácz                    | "Csak állj mellém"          | Gergő Rácz, Péter Geszti                                                            |                              |                  |                        |
| 27    | Gigi Radics                   | "Úgy fáj"                   | Huba Kelemen, Jack D. Elliot, Jánosi                                                |                              |                  |                        |
| 28    | Rami                          | "Puzzle"                    | Tamás Kálmán, Judit Ramóna Hideg                                                    |                              |                  |                        |
| 29    | Ádám Szabó                    | "Hadd legyen más"           | Ádám Szabó, Levente Molnár, Ágnes Szabó                                             |                              |                  |                        |
| 30    | Edina Mókus Szirtes           | "Ha virág lennék"           | Edina Mókus Szirtes                                                                 |                              |                  |                        |
| 31    | United                        | "Tegnap még más voltál"     | Áron Romhányi, Barna Pély, Gergő Mits                                               |                              |                  |                        |
| 32    | Tamás Vastag                  | "Holnaptól"                 | Zé Szabó, Vajk Szente                                                               |                              |                  |                        |
| 33    | Gabi Völgyesi                 | "Csak te légy"              | Ádám Kovacsics, Eszter Major                                                        |                              |                  |                        |

## Émissions

### Émission 1: 2 février 2013
| Ordre | Artiste                      | Chanson                     | Jury | Jury | Jury | Jury | Jury | Total | Résultat   |
| Ordre | Artiste                      | Chanson                     | 1    | 2    | 3    | 5    | 4    | Total | Résultat   |
| ----- | ---------------------------- | --------------------------- | ---- | ---- | ---- | ---- | ---- | ----- | ---------- |
| 1     | Zoltán Fehér                 | "Nincs baj"                 | 7    | 7    | 7    | 8    | 8    | 37    | Eliminated |
| 2     | Mrs. Columbo                 | "Játszd újra!"              | 7    | 8    | 8    | 8    | 7    | 38    | Eliminated |
| 3     | Gergő Baricz                 | "Húz"                       | 8    | 9    | 9    | 8    | 9    | 43    | Advanced   |
| 4     | Bogi                         | "Tükörkép"                  | 7    | 7    | 7    | 8    | 8    | 37    | Eliminated |
| 5     | Tamás Palcsó                 | "Ezt látnod kell"           | 7    | 7    | 7    | 7    | 7    | 35    | Advanced   |
| 6     | Background                   | "Neonzöld"                  | 7    | 7    | 7    | 7    | 7    | 35    | Eliminated |
| 7     | Tibor Gyurcsík               | "Örök harc"                 | 9    | 8    | 8    | 8    | 8    | 41    | Advanced   |
| 8     | Ildikó Keresztes             | "Nem akarok többé játszani" | 9    | 10   | 10   | 9    | 9    | 47    | Advanced   |
| 9     | Gergő Rácz                   | "Csak állj mellém"          | 9    | 10   | 9    | 9    | 8    | 45    | Advanced   |
| 10    | Szilvia Agárdi and Dénes Pál | "Szíveddel láss"            | 9    | 10   | 10   | 10   | 9    | 48    | Advanced   |

### Émission 2: 9 février 2013
| Ordre | Artiste                       | Chanson                 | Jury | Jury | Jury | Jury | Jury | Total | Résultat   |
| Ordre | Artiste                       | Chanson                 | 1    | 2    | 3    | 5    | 4    | Total | Résultat   |
| ----- | ----------------------------- | ----------------------- | ---- | ---- | ---- | ---- | ---- | ----- | ---------- |
| 1     | Plastikhead feat. Laci Gáspár | "A szeretet él"         | 8    | 8    | 9    | 10   | 9    | 44    | Advanced   |
| 2     | Odett                         | "Ne engedj el"          | 9    | 8    | 10   | 8    | 8    | 43    | Advanced   |
| 3     | Ádám Szabó                    | "Hadd legyen más"       | 7    | 6    | 6    | 8    | 7    | 34    | Eliminated |
| 4     | Gabi Völgyesi                 | "Csak te légy"          | 8    | 7    | 10   | 9    | 8    | 42    | Eliminated |
| 5     | Gyula Éliás                   | "Mindhalálig várni rád" | 9    | 8    | 10   | 7    | 8    | 42    | Eliminated |
| 6     | Rami                          | "Puzzle"                | 6    | 5    | 5    | 5    | 6    | 27    | Eliminated |
| 7     | Tamás Vastag                  | "Holnaptól"             | 9    | 8    | 9    | 9    | 8    | 43    | Advanced   |
| 8     | ByeAlex                       | "Kedvesem"              | 8    | 9    | 9    | 8    | 9    | 43    | Advanced   |
| 9     | Veca Janicsák                 | "Új generáció"          | 8    | 9    | 9    | 8    | 8    | 42    | Advanced   |
| 10    | András Kállay-Saunders        | "My Baby"               | 9    | 10   | 10   | 10   | 9    | 48    | Advanced   |

### Émission 3: 16 février 2013
| Ordre | Artiste         | Chanson                 | Jury | Jury | Jury | Jury | Jury | Total | Résultat   |
| Ordre | Artiste         | Chanson                 | 1    | 2    | 3    | 5    | 4    | Total | Résultat   |
| ----- | --------------- | ----------------------- | ---- | ---- | ---- | ---- | ---- | ----- | ---------- |
| 1     | Lilla Polyák    | "Valami más"            | 9    | 9    | 9    | 8    | 8    | 43    | Advanced   |
| 2     | Krisztián Burai | "Született szívtörő"    | 7    | 7    | 7    | 8    | 7    | 36    | Eliminated |
| 3     | Mónika Hoffman  | "Hullócsillag"          | 7    | 7    | 8    | 7    | 7    | 36    | Eliminated |
| 4     | United          | "Tegnap még más voltál" | 8    | 8    | 9    | 9    | 7    | 41    | Advanced   |
| 5     | Laura Cserpes   | "Élj pont úgy"          | 9    | 9    | 10   | 10   | 7    | 45    | Advanced   |
| 6     | Flash Travel    | "Soha ne add fel"       | 9    | 9    | 8    | 9    | 7    | 42    | Eliminated |
| 7     | Fatima Mohamed  | "Nem baj"               | 7    | 8    | 8    | 6    | 8    | 37    | Advanced   |
| 8     | Bence Brasch    | "Túl egyszerű"          | 8    | 7    | 7    | 9    | 6    | 37    | Eliminated |
| 9     | Gigi Radics     | "Úgy fáj"               | 9    | 9    | 10   | 10   | 9    | 47    | Advanced   |
| 10    | Péter Puskás    | "Amíg a tűz ég"         | 8    | 9    | 9    | 9    | 7    | 42    | Advanced   |

### Demi-finale 1: 23 février 2013
| Ordre | Artiste                       | Chanson                     | Jury | Jury | Jury | Jury | Jury | Total | Résultat   |
| Ordre | Artiste                       | Chanson                     | 1    | 2    | 3    | 5    | 4    | Total | Résultat   |
| ----- | ----------------------------- | --------------------------- | ---- | ---- | ---- | ---- | ---- | ----- | ---------- |
| 1     | Péter Puskás                  | "Amíg a tűz ég"             | 7    | 6    | 6    | 9    | 6    | 34    | Eliminated |
| 2     | Laura Cserpes                 | "Élj pont úgy"              | 6    | 7    | 6    | 8    | 6    | 33    | Advanced   |
| 3     | Plastikhead feat. Laci Gáspár | "A szeretet él"             | 8    | 7    | 7    | 9    | 7    | 38    | Eliminated |
| 4     | Ildikó Keresztes              | "Nem akarok többé játszani" | 8    | 8    | 8    | 8    | 7    | 39    | Advanced   |
| 5     | Tibor Gyurcsík                | "Örök harc"                 | 8    | 7    | 7    | 7    | 6    | 35    | Eliminated |
| 6     | Odett                         | "Ne engedj el"              | 7    | 7    | 6    | 7    | 6    | 33    | Eliminated |
| 7     | András Kállay-Saunders        | "My Baby"                   | 9    | 9    | 9    | 9    | 9    | 45    | Advanced   |
| 8     | Lilla Polyák                  | "Valami más"                | 7    | 7    | 7    | 7    | 7    | 35    | Eliminated |
| 9     | Gergő Rácz                    | "Csak állj mellém"          | 9    | 9    | 8    | 9    | 8    | 43    | Advanced   |

### Demi-finale 2: 24 février 2013
| Ordre | Artiste                      | Chanson                 | Jury | Jury | Jury | Jury | Jury | Total | Résultat   |
| Ordre | Artiste                      | Chanson                 | 1    | 2    | 3    | 5    | 4    | Total | Résultat   |
| ----- | ---------------------------- | ----------------------- | ---- | ---- | ---- | ---- | ---- | ----- | ---------- |
| 1     | United                       | "Tegnap még más voltál" | 8    | 8    | 9    | 9    | 8    | 42    | Eliminated |
| 2     | Tamás Palcsó                 | "Ezt látnod kell"       | 7    | 6    | 6    | 7    | 6    | 32    | Eliminated |
| 3     | Fatima Mohamed               | "Nem baj"               | 7    | 7    | 7    | 6    | 7    | 34    | Eliminated |
| 4     | Gergő Baricz                 | "Húz"                   | 7    | 7    | 7    | 8    | 8    | 37    | Eliminated |
| 5     | Veca Janicsák                | "Új generáció"          | 7    | 7    | 7    | 8    | 7    | 36    | Eliminated |
| 6     | ByeAlex                      | "Kedvesem"              | 8    | 8    | 7    | 7    | 7    | 37    | Advanced   |
| 7     | Szilvia Agárdi and Dénes Pál | "Szíveddel láss"        | 8    | 7    | 8    | 8    | 7    | 38    | Advanced   |
| 8     | Gigi Radics                  | "Úgy fáj"               | 9    | 8    | 9    | 8    | 8    | 42    | Advanced   |
| 9     | Tamás Vastag                 | "Holnaptól"             | 9    | 8    | 9    | 9    | 8    | 43    | Advanced   |

### Finale: 23 février 2013
| Ordre | Artiste                      | Chanson                     | Jury | Jury | Jury | Jury | Jury | Total | Résultat |
| Ordre | Artiste                      | Chanson                     | 1    | 2    | 3    | 5    | 4    | Total | Résultat |
| ----- | ---------------------------- | --------------------------- | ---- | ---- | ---- | ---- | ---- | ----- | -------- |
| 1     | Tamás Vastag                 | "Holnaptól"                 | 6    | 4    | 0    | 6    | 6    | 22    | 3        |
| 2     | Ildikó Keresztes             | "Nem akarok többé játszani" | 4    | 0    | 4    | 0    | 0    | 8     | 5        |
| 3     | András Kállay-Saunders       | "My Baby"                   | 8    | 10   | 10   | 8    | 10   | 46    | 1        |
| 4     | Gigi Radics                  | "Úgy fáj"                   | 10   | 8    | 8    | 10   | 8    | 44    | 2        |
| 5     | Gergő Rácz                   | "Csak állj mellém"          | 0    | 0    | 0    | 0    | 0    | 0     | 7        |
| 6     | Szilvia Agárdi and Dénes Pál | "Szíveddel láss"            | 0    | 0    | 0    | 0    | 0    | 0     | 7        |
| 7     | Laura Cserpes                | "Élj pont úgy"              | 0    | 0    | 0    | 4    | 0    | 4     | 6        |
| 8     | ByeAlex                      | "Kedvesem"                  | 0    | 6    | 6    | 0    | 4    | 16    | 4        |

| Artiste                | Chanson    | Résultat |              |             |   |
| ---------------------- | ---------- | -------- | ------------ | ----------- | - |
| Artiste                | Chanson    | Résultat | Tamás Vastag | "Holnaptól" | 4 |
| András Kállay-Saunders | "My Baby"  | 2        |              |             |   |
| Gigi Radics            | "Úgy fáj"  | 3        |              |             |   |
| ByeAlex                | "Kedvesem" | 1        |              |             |   |

## À l'Eurovision
La Hongrie participa à la deuxième demi-finale, le 16 mai 2013. Y arrivant 8eavec 66 points, le pays se qualifie pour la finale du 18 mai 2013. Il termine finalement 10e avec 84 points. 